# Deutscher Fluglärmdienst
Der Deutsche Fluglärmdienst e.V. (DFLD) ist ein 2002 gegründeter, eingetragener gemeinnütziger Verein in Deutschland, der sich für die quantitative Erfassung aller Emissionen des Luftverkehrs und deren transparenter Darstellung mit einer Langzeit-Archivierung engagiert.
Unter Transparenz versteht der DFLD die graphische und numerische Darstellung der Emissionswerte der einzelnen Flugbewegungen im Gegensatz zu Langzeit-Durchschnittswerten, wie sie bei dem Dauerschallpegel erhoben werden. Das Fluglärmgesetz schreibt zum Beispiel eine Mittelung über die sechs verkehrsreichsten Monate vor.
Der DFLD betreibt mehr als 650 Fluglärm-Messstationen, davon 177 im Auftrag von Städten und Gemeinden wie zum Beispiel in Frankfurt am Main, Freising, Kranzberg, Hanau, Mainz, Trebur, Wiesbaden und dem Landkreis Mainz-Bingen.
In 31 Regionen werden auch Flugspuren erfasst, archiviert und mit den Fluglärmdaten verknüpft.
Das Land Rheinland-Pfalz arbeitet auch beim Straßenverkehrslärm mit dem DFLD zusammen.

## Weitere Aktivitäten
- Kameraüberwachung des Endanflugs auf die 07L in Frankfurt für die Stadt Flörsheim[8][9]
- Flughöhen-Untersuchung für das Land Rheinland-Pfalz[10]
- Untersuchung für die Landeshauptstadt Wiesbaden über die Veränderungen des Anflugsystems[11][12]
- Entwicklung neuer Methoden zur Fluglärmberechnung in Zusammenarbeit mit der Initiative „Zukunft Rhein-Main“ (eine Initiative der Landkreise, Städte und Gemeinden aus der Region Rhein-Main)[13]
- Untersuchung der flugfreien Zeit während des Vulkanausbruchs Eyjafjallajökull[14]

Auf europäischer Ebene hat der DFLD die European Aircraft Noise Services (EANS) gegründet. Der DFLD ist Mitglied in der Bundesvereinigung gegen Fluglärm und der Union Européenne contre les Nuisances des Avions (UECNA).